# Obereopsis antenigripennis
Obereopsis antenigripennis là một loài bọ cánh cứng trong họ Cerambycidae.